# Margaret Little (psychanalyste)
Pour les articles homonymes, voir Margaret Little et Little.
Margaret Isabel Little, née le 21 mai 1901 à Bedford et morte le 27 novembre 1994 à Tunbridge Wells, est un médecin et une psychanalyste britannique.

## Biographie
Fille d'un professeur de mathématiques et d'une mère qui avait grandi en Australie, elle fait ses études secondaires à Bedford, puis ses études de médecine à l'université de Londres et au St Mary's Hospital, où elle obtient son diplôme de médecin en 1927. Elle travaille comme assistante à la Tavistock Clinic (1936-1939) et exerce en libéral de 1928 à 1939 à Edgware. Elle fait trois analyses, avec un psychothérapeute jungien, le « Dr X. » (1936-1938), puis une analyse didactique avec Ella Freeman Sharpe (1940-1947), interrompue par la mort de celle-ci, et avec Marion Milner et Donald Winnicott, jusqu'en 1955, alors qu'elle souffrait de graves angoisses psychotiques et mélancoliques. Ce travail a duré jusqu'en 1957 avec des interruptions, elle a rapporté en détail dans son récit d'analyse qui l'a rendu célèbre dans le milieu analytique. Margaret Little est ensuite devenue analyste formatrice à la Société britannique de psychanalyse où elle rejoint le Groupe des Indépendants.
À la fin des années 1960, elle s'installe avec son compagnon, le journaliste Reg Sizen, à Sundridge (Kent). Après la mort de celui-ci, elle emménage à Dunton Green (Kent) où elle vit jusqu'à sa mort.

## Travaux
Son mémoire d’admission à la Société britannique de psychanalyse, intitulé « L’Errante » (« The wanderer. Some notes on a paranoid patient » 1945) est un travail qui a été parfois appréhendé comme une réflexion sur sa propre analyse avec Ella Freeman Sharpe. Elle y évoque la situation d'une patiente qui réalise souvent de longs trajets pour se rendre à son analyse. La présentation du mémoire a été marquée par l'emportement de Winnicott contre Mélanie Klein. Comme celle-ci commentait que le seul apport du texte de Little était de montrer le caractère impératif d’une reprise d’analyse de sa part à elle, Winnicott s’est écrié que ce serait folie de la part d’un analyste d’imaginer qu’il n’en aurait pas le besoin d’en faire autant lui-même. 

## Publications
- Countertransference and the patient's response to it, The International Journal of Psychoanalysis, 32, 1951, 32-40.
- "R" - the analyst's total response to his patient's needs, The International Journal of Psychoanalysis, 38, 1957, 240-254.
- On delusional transference, The International Journal of Psychoanalysis, 39, 1958, 134-138.
- Countertransference symposium, Brit J Med Psychol, 33, 1960, 29-31.
- On basic unity, The International Journal of Psychoanalysis, 41, 1960, 377-384.
- Transference in borderline states, The International Journal of Psychoanalysis, 47, 1966, 476-485.
- Winnicott working in areas where psychotic anxieties prevail. A personal record. Free Associations n°3, 1985, p. 9-42.
- Transference Neurosis and Transference Psychosis. Toward Basic Unity, Free Association Books, New York, 1981  (ISBN 978-0946960538).
- On the value of regression to dependence, Free Associations Nr. 10, 1987, p. 7-22.
- Psychotic Anxieties and Containment. A Personal Record of an Analysis with Winnicott, Northvale, N. J., 1990.
- Miss Alice M and Her Dragon. Recovery of a Hidden Talent. London 1990.
- Le contre-transfert et la réponse qu’y apporte le patient, Des états-limites. L’alliance thérapeutique, p. 77-104, Paris, Des Femmes, 1951.
- Un témoignage. En analyse avec Winnicott, Nouvelle Revue de psychanalyse, n° 33, 1986, p. 281-310. Rééd. « Lorsque Winnicott travaille dans les zones où dominent les angoisses psychotiques – un compte rendu personnel », in Jacques André, C. Ehrenberg et Pierre Fedida (éds), Transfert et états-limites, p. 105-155, Paris, Puf, 2002.
- Des états-limites. L’alliance thérapeutique, Paris, Des Femmes, 1991.
- « L’errante : notes sur une patiente paranoïde », in Des états-limites, p. 29-76, Paris, Des Femmes, 1991.